# Bryan Phillips
Bryan Phillips (* 21. August 1975 in Winnipeg, Manitoba) ist ein ehemaliger deutsch-kanadischer Eishockeyspieler.

## Werdegang
Der Angriffsspieler Bryan Phillips spielte zunächst für die kanadischen Juniorenteams St. James Canadians und Merritt Centennials, bevor er ab 1996 für vier Jahre für die Northern Michigan University Wildcats spielte. Im Jahre 2000 wechselte Phillips nach Deutschland und schloss sich dem Oberligisten Adendorfer EC an. Am Saisonende wurde die Oberliga Nord aufgelöst und Phillips absolvierte noch einige Spiele für die „Heidschnucken“ in der Regionalliga Nord-Ost, ehe er nach Schweden ging und in der dortigen dritten Liga für Växjö Lakers Hockey und Åmåls SK zu spielen.
Im Sommer 2002 kehrte Phillips nach Deutschland zurück und spielte zunächst für den Oberligisten ERC Selb. Ein Jahr später wechselte er zum Herforder EC in die Regionalliga West. Nachdem der Verein zum 31. Dezember 2003 wegen Insolvenz aufgelöst werden musste, ging Phillips zum EC Timmendorfer Strand in die Regionalliga Nord. Nach einem einjährigen Gastspiel in der Saison 2006/07 beim Bayernligisten ECDC Memmingen wechselte Phillips 2007 zu den Hannover Indians. 
Mit den Indians wurde Phillips im Jahre 2009 Meister der Oberliga Nord und schaffte mit seinem Team den Aufstieg in die 2. Bundesliga. In der Saison 2009/10 absolvierte Phillips 34 Zweitligaspiele und erzielte dabei sechs Tore. Eine schwere Knieverletzung zwang ihn vor Beginn der Saison 2010/11 seine Karriere zu beenden. Von 2010 bis 2012 trainierte Phillips die Hannover Braves in der Oberliga Nord.